# Одеська громада
Оде́ська грома́да — літературно-політичне угрупування кінця XIX ст., національно-культурний осередок одеської інтелігенції, основною метою якого було створення програми національного українського відродження. Створена в Одесі у 1876 році зусиллями педагогів Леоніда Смоленського, М. Климовича, М. Боровського, А. Крижанівського.

## Персональний склад

Леонід Смоленський

Гурток однодумців, відомий в історичній літературі під назвою Одеської громади, склався навколо групи місцевих інтелігентів, лідером якої був видатний одеський педагог Леонід Смоленський. У 60-х роках Смоленський був викладачем Рішельєвського ліцею, і з цього часу починається його шляхетна й блискуча кар'єра педагога. Як вчитель-історик він був феноменально популярним в Одесі, викладав практично у всіх приватних навчальних закладах міста. Крім того, 29 років життя віддав Одеській юнкерській школі. Блискучий полеміст, глибоко освічений, фонтануючий ідеями чоловік, обдарований щасливою здатністю привертати до себе людей, Смоленський став душею і визнаним лідером українського гуртка. Він був скарбничим, ідеологом, «душею і розумом» громади .

Яскравою особистістю в громаді був Михайло Федорович Комаров. Він став одним із найдієвіших членів одеської «Громади». Займаючись бібліографією, Комаров активно співпрацює з київськими та львівськими часописами і газетами, виступаючи переважно в ролі літературного критика. Його статті, огляди, рецензії охоче друкували «Кіевская старина», «Рада», «Зоря», «Діло», «Правда», «Одесский вестник», «По морю и суше».

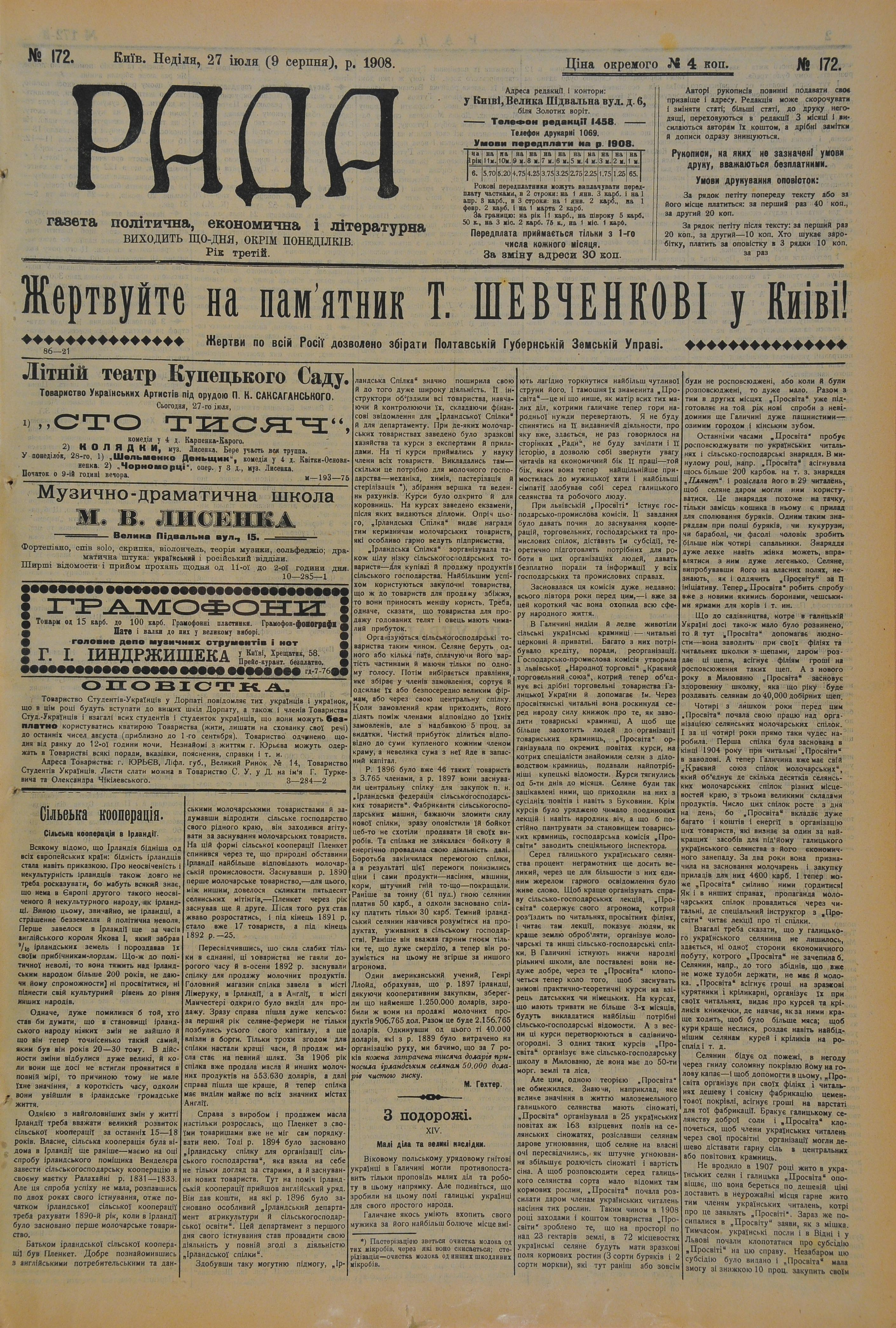
Випуск газети "Рада"

 Комаров сілкувався з багатьма літературними діячами, серед яких відомі імена М.Грушевського, І.Франка, Лесі Українки, М.Коцюбинського, Д.Яворницького, Д.Дорошенка і багато інших. Своєю діяльністю він сприяв культурно-національному єднанню різних частин України — Південної, Західної і Наддніпрянщини.
Ще однією помітною фігурою Громади був близький друг Смоленського, також видатний педагог, Олексій Андрієвський. Андрієвський активно працював у газетах та журналах і залишив значну кількість надрукованих статей. У даному випадку Смоленський та Андрієвський доповнювали один одного. Якщо «Смоленський був „раві“ — вчитель, який давав натхненну проповідь, залишив усне вчення, творив легенду», — згадувала Софія Єгунова, наймолодший член Громади, то Андрієвський перш за все був «працювальником», для якого найважливішим було реалізувати внутрішні потенції духу в практичному житті . Його надзвичайно цінним внеском в українську історичну науку стали 10 випусків «Історичних матеріалів» з архіву Київського губернського управління. Крім того, Андрієвський багато зробив для дослідження історії українського козацтва та гайдамацьких рухів на Правобережній Україні.
Микола Ковалевський був чи не найавторитетнішим діячем українофільства 70-х років. Жандармські аналітики навіть охрестили його: «другим Драгомановим». Ковалевський — один з провідників не тільки Одеської, але й Київської громади. Тому він став, так би мовити, живим зв'язком між українськими гуртками Одеси та Києва, куди часто їздив у відрядження у справах Одеської міської управи, службовцем якої був після заборони займатися педагогічною діяльністю. До своєї нової служби Ковалевський читав лекції з математики курсантам військових гімназій Петербурга

Представником естетичного напрямку в Громаді був учитель грецької мови Петро Іванович Ніщинський.

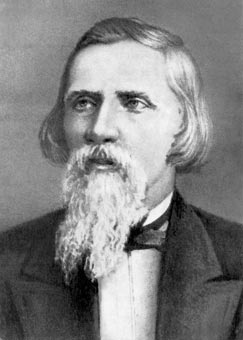
Петро Ніщинський

Магістр Афінського університету, талановитий поет, широко освічена людина, автор перекладів українською мовою поем Гомера, «Антігони» Софокла, він був також не менш талановитим композитором — його «Вечорниці» увійшли до золотого фонду української музичної культури. Ніщинський палко захоплювався українською народною творчістю і був глибоким її знавцем. Політичні проблеми його займали мало, на зборах Громади Ніщинський виступав головним чином як поет та композитор .
Політично активнішим був Володимир Мальований. Він перебував у тісних стосунках з товариством народників-землевольців. Входив до гуртка відомого в Одесі конституціоналіста-ліберала Олександра Гернета, з яким служив у міській управі. Одначе і його не обходили поетичні інтереси, і він залишив після себе значну кількість віршів українською мовою. Навколо цих непересічних яскравих людей, які разом з Боровським, присяжним повіреним Цитовичем і Климовичем складали ядро, так звану «стару Громаду», групувалась талановита допитлива молодь — студенти та випускники Одеського університету.
Молодше покоління називалось «молодою Громадою», котра також палко віддавалась справі національного відродження України. З їх середовища виділялися в першу чергу Євген Борисов — випускник університету, кандидат прав, був добре знаний в колах революціонерів-народників, мав зв'язки з першим у Росії робітничим гуртком Заславського. Дмитро Овсянико-Куликовський — людина надзвичайно віддана науці, з найширшими інтересами, він ще в студентські роки палко захопився санскритом, досяг значних успіхів у його вивченні, був відряджений на стажування до Франції і згодом став визначним фахівцем в галузі давньоіндійської міфології, одним із засновників санскритології в Росії.
Федір Щербина, вихідець з козачої Кубані, пізніше також обійняв «безсмертний» ступінь академіка, ставши одним з основоположників наукової соціології в Росії, заснував цілу галузь статистики — бюджетну. Щербина збагатив історичну науку своєю ґрунтовною двотомною працею «Історія кубанського козацтва». Під його керівництвом Симон Петлюра розпочинав свої студії з історії українського козацтва під час перебування на Кубані. Федір Щербина був визначним громадським діячем, помітним членом партії кадетів депутатом Державної думи. Під час революції йому судилося стати одним з провідників та ідеологів автономістичного руху на Кубані. Та з приводу особистості Щербини в Громаді існує парадокс — він ніде безпосередньо не згадується як член Громади. Він на початку 70-х років був лідером українського гуртка «кубанців». Потім Щербина був у зв'язку з гуртком Заславського. Засланий у 1876 році на Північ, Щербина міг не попасти до спогадів С. Єгунової та Д. Овсяняко-Куликовського. Одначе його зв'язок з Громадою безсумнівний. Перебуювачи на засланні, Щербина листувався з Смоленським, між ними існував книгообмін з питань українського козацтва.
П. Дашкевич — адвокат, вихідець з народу, став заступником та захисником в судах інтересів простих неосвічених селян. П. Дашкевич через все життя пронесе відданість інтересам України, стане визначним громадським діячем, міністром фінансів за часів Центральної ради.
Борисов Євген Іванович, відомий український публіцист, фолькльорист, етнограф, критик і громадський діяч. Член Одеської громади в 1870-х роках. Арештований і висланий в Сибір. Після повернення член Київської громади.

## Напрямки діяльності
Кредо Громади було сформульоване Смоленським і виражалося двома принципами: 1) народність кожної країни визначається за її сільським населенням; 2) хто живе постійно в даній країні, зобов'язаний служити її інтересам, тобто інтересам її народу. «Щоб переконатись у тому, що Одеса — місто українське, — говорив він, — треба піти у її предмістя, на її базари». Ці положення — свідчення спроб Громади вирішити проблему зрусифікованих міст України і в першу чергу Одеси, питання національної приналежності якої, напевно, було предметом дискусій між Громадою і діячами інших ліберальних і революційних гуртків міста. Строкатість національного складу Одеси виявила зацікавленість громадівців проблемою кордонних міжетнічних стосунків в історичному контексті.
Організаційний устрій Одеської громади головними рисами збігався з неписаним статутом старої Київської громади. Надзвичайно ретельно відбувалося прийняття в члени громади: за рекомендацією двох громадівців, після оголошення нової кандидатури не менш як на двох зібраннях, при цілковитій відсутності сумнівів чи заперечень, шляхом таємного і неодмінно одноголосного голосування на третьому засіданні. До новоспеченого громадівця висувався такий мінімум вимог: високі моральні якості, стійкість національно-демократичних переконань, здатність бути корисним справі українського відродження. Національне походження значення не мало. Головним було власне національно-політичне «самовизначення» особи. За Леонідом Смоленським, кожен громадівець мав сповідувати ті два принципи, які покладені в основу діяльності Громади (зазначені вище). Це була фундаментальна теза українофільсько-народницької доктрини. За свідченням Є. Х. Чикаленка, головним критерієм була просто «любов до українського слова» та щире бажання його зберігати й розвивати, вболівання ж за інтереси народу обов'язковим не було. Правда, одночасно він зауважує, що взагалі члени громади були «люди ідейні, віддані щиро справі національного відродження українського народу» . Але щодо характеру відродження (культурного, економічного, політичного, державного) в громаді точилися дискусії.
Один із напрямів діяльності Одеської громади було обговорення на зібраннях організаційних питань, різних суспільно-політичних проблем, в першу чергу українського питання. Доповіді, які робив в основному Леонід Смоленський, викликали гарячі дискусії серед засідаючих. На зібраннях Громади щорічно відзначалися роковини Т. Г. Шевченка. Вшанування пам'яті Великого кобзаря виходило за межі Громади, наприклад у 1879 р. зібралося близько 10 тис. чоловік, хоч на кінець 70-х рр. вже такі заходи переслідувалися. Як згадував М. Галин, навесні 1879 р. «…підходить до мене якийсь студент…і шепоче мені на вухо: „Сьогодні святкуватимемо роковини Шевченка. Приходь увечері до готелю Дуряна у такий-то номер. Якби поліція дізналася і накрила нас, то не забудь, що справляємо мої іменини“».
Окремі учасники Одеської громади чи близькі до неї діячі намагалися дослідити соціальні та інші явища, що на їх думку могло послужити вдосконаленню суспільних відносин, їх демократизації. Як результат з'являються статті Є. І. Борисова, Д. М. Овсянника-Куликовського, книги Ф. О. Щербини «Очерки южнорусских артелей общинно-артельных форм». На їх спрямування впливали ідеї общинного соціалізму. Одеські громадівці матеріально і морально підтримували українську трудову молодь. Вони багато зробили для молодого студента А.Бібіка, який з їх допомогою склав іспит на звання вчителя початкових класів, а ставши членом Громади, зумів розпочати свою творчу діяльність. Його почали друкувати в альманахах на Наддніпрянщині та в періодиці Галичини.

## Місце і роль в суспільно-політичному житті українських земель
Одеська громада, будучи частиною національного руху і маючи авторитет однієї з найвпливовіших громад Наддніпрянщини, не могла не взаємодіяти з іншими організаціями. Тому протягом всього періоду існування Громади наявні відомості про її зв'язки з опозиційними до уряду організаціями як Лівобережної, так і Правобережної України.

Активним було співробітництво з однією з найстаріших громад — Київською. Вперше про це стає відомо на початку 1875 року, коли перед виїздом за кордон видатний вчений Михайло Драгоманов приїздив до Одеси, щоб заручитися підтримкою колег для виконання закордонної місії, покладеної на нього Київською громадою. «Як тепер пам'ятаю зібання, — згадувала С.Єгунова-Щербина. — Із осіб, що були зібрані, окрім Смоленського, Андрієвського, Мальваного та інших громадян, пам'ятаю добре Афаносьєва і Желябова, яких запросили, щоб умовитися між собою про взаємовідносини між українською та російською інтелігенцією і виявити напрям будучого закордонного українського часопису» . Останній наголошував на необхідності послідовної та копіткої праці для розвитку національної самосвідомості українського народу, а також поділився своїми планами щодо утворення позацензурного українського журналу «Громада» в Женеві.

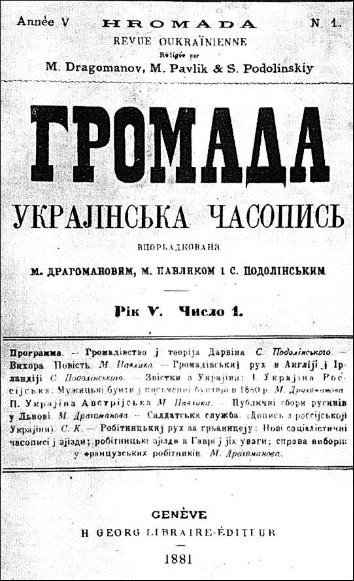
Випуск журналу "Громада" за 1881р.

Одеська громада знаходила підтримку не лише в Києві, а й на Західних землях. Тісні взаємини українців Галичини та Одеси склалися в другій половині XIX ст. Одеса була своєрідним містком, який з'єднував розділений навпіл український народ між двома імперіями. Одеська громада підтримувала тісні зв'язки з Галичиною, де вільно з'являлося українське друковане слово, на відміну від Наддніпрянської України, де панувала заборона української мови. Через Одесу на Західну Україну надходила література, різного роду інформація, нові передові ідеї тощо. Досить згадати приїзд до Одеси Івана Франка, який мав багато друзів серед українського громадянства Одеси. Тут вперше почали перекладати його твори російською мовою.
Не маючи змоги видавати українські газети в Одесі, громадівці підтримували матеріально галицьких радикалів в налагодженні видання українських часописів. Так, Євген Борисов перевіз до Галичини від одеситів для видання «Громадського друга» 2000 крб., що було найбільшою сумою, яка надійшла з російської частини України. Той же Євген Борисов співпрацював у галицьких часописах «Громадський друг», «Дзвін», «Молот». Його публікації, в яких розповідалось про життя українців Галичини, з'являлися в «Одесском вестнике» під рубрикою «Листи з Австрії». Це періодичне видання було українофільського спрямування, оголошувало збір коштів на пам'ятник Т. Шевченкові, публікувало матеріали з українського культурного життя, прагнуло видавати українську газету для селян під назвою «Землероб». Багато одеситів співпрацювало з львівською «Просвітою», М. Ф. Комаров був навіть серед почесних членів Галицької «Просвіти». З НТШ у Львові співпрацювали М. Комаров. І. Липа, І. Луценко, С. Шелухин, інші одеські просвітяни. Вони листувалися з В. Гнатюком, М. Грушевським, О. Огоновським, М. Павликом та багатьма іншими галицькими просвітянами.
Громадівці Одеси брали участь у роботі народницьких гуртків. Активна діяльність народовольців привертала до себе, перш за все, більш радикально налаштовану молодь. Так, член Одеської громади Татаров був учасником терористичного народницького гуртка С.Чубарова .